# Leprastichting
De Leprastichting (voluit: Nederlandse Stichting voor Leprabestrijding) is een Nederlandse organisatie voor de bestrijding van lepra. De stichting is op 30 maart 1967 te Amsterdam opgericht door Ciska Anten-Mengelers en Dick Leiker.
De Leprastichting dient niet verward te worden met de Leprazending. Beide organisaties streven wel hetzelfde doel na, en werken in een aantal landen ook samen, maar de Leprazending doet dit vanuit een christelijke inspiratie, terwijl de Leprastichting zich neutraal opstelt ten aanzien van religie of levensfilosofie.

## Historie
Anten was een actie gestart nadat haar zoon Hans, die als tropenarts in Tanzania werkte, haar had gevraagd om te helpen de bouw van een ziekenhuis mogelijk te maken. Via de actie werd meer dan 200 duizend gulden opgehaald. In vervolg op dit succes richtte Anten samen met Dick Leiker, die als lepradeskundige werkzaam was bij het Tropeninstituut, een stichting op.

## Activiteiten
De Leprastichting richtte zich aanvankelijk op Tanzania, maar breidde haar werkterrein al snel uit naar andere landen in Afrika, Azië en Latijns-Amerika. In 2019 was de Leprastichting actief in Mozambique, India, Indonesië, Nepal en Brazilië.
De steun van de stichting heeft vier pijlers:
1. Het vroegtijdig opsporen van leprapatiënten;
2. Een vroegtijdige behandeling en genezen van leprapatiënten;
3. De medische, economische en sociale revalidatie van leprapatiënten;
4. Wetenschappelijk onderzoek naar doorbraken in leprabestrijding.

De Leprastichting verleent steun aan staatsinstellingen, zoals afdelingen van ministeries van gezondheid, aan niet-gouvernementele organisaties en aan onderzoeksinstituten.
De uitgaven van de Leprastichting waren in 2021: € 10.657.479.
Miep Racké-Noordijk en Jan Kruis waren lange tijd goodwillambassadeurs voor de Leprastichting. Sinds 2013 is de acteur Huub Stapel goodwillambassadeur. Het Nederlands Burgemeesters Elftal voetbalt voor de stichting.